# Basilique paléo-chrétienne de Saint-Bertrand-de-Comminges
La basilique paléo-chrétienne de Saint-Bertrand-de-Comminges, ou basilique de Lugdunum Convenarum est un ancien édifice chrétien situé à Saint-Bertrand-de-Comminges dans le département de la Haute-Garonne en région Occitanie.

## Localisation
L'édifice est situé aux pieds de la cité de Saint-Bertrand-de-Comminges sur le site de Lugdunum Convenarum.

## Histoire
La basilique est une des plus anciennes églises chrétiennes de la Gaule méridionale. Construite au Ve siècle aux pieds de Lugdunum Convenarum alors que la ville s’entoure de remparts, elle confirme l’existence d’une communauté chrétienne dont les origines  remonteraient à la fin du IIIe siècle. Les inhumations sont continues sur le site où la chapelle romane de Saint-Julien et son cimetière succèdent directement à la basilique antique.
Les ruines antiques de la cité, propriété de la Société archéologique du Midi de la France, sont classées par arrêté du 24 juin 1946 dont la parcelle 548 concernant le site archéologique de la basilique romaine. 
Depuis 1998, celle-ci est inscrite au patrimoine mondial de l'humanité au titre des « chemins de Compostelle en France »,.

## Description et architecture
L'ensemble mesure hors œuvre 45 mètres de long sur 13,60 de large. Il comprend une longue nef rectangulaire orientée nord-ouest/sud-est de 20 mètres prolongée par une abside à fond plat et sur son flanc nord on relève les traces de trois annexes de 5 à 6 mètres de long sur 3 à 6 de large. Le sol était formé d'un dallage de marbre blanc sur une couche de mortier. L’état des ruines ne permet d’en évaluer ni l'élévation, ni la disposition des ouvertures et des fenêtres.

## Mobilier et ornementation
28 sarcophages datés du Ve siècle au VIIe siècle et se rattachant au groupe des sarcophages aquitains ont été retrouvés dans les fondations. En marbre pyrénéen, ce sont des auges trapézoïdales munis de couvercles à quatre pans inclinés. L'un d'entre eux présente sur son couvercle un chrisme inscrit dans un double cercle avec un texte que l'on traduit : Christ, donne à ta servante Émilienne le repos et la vie éternelle. Des pièces de monnaie datées de 306 à 383 ont également été retrouvées lors des fouilles.
On a identifié aussi des traces de fresque à fonds rouges encadrés de bandes bleues traversées de raies blanches ou jaune d'or et d'enroulements de fleurs ou de feuillages peints en blanc. Des fragments de baguettes et de moulures en stuc recouverts d'un enduit blanc proviendraient de faux pilastres contribuant à la monumentalité du décor.

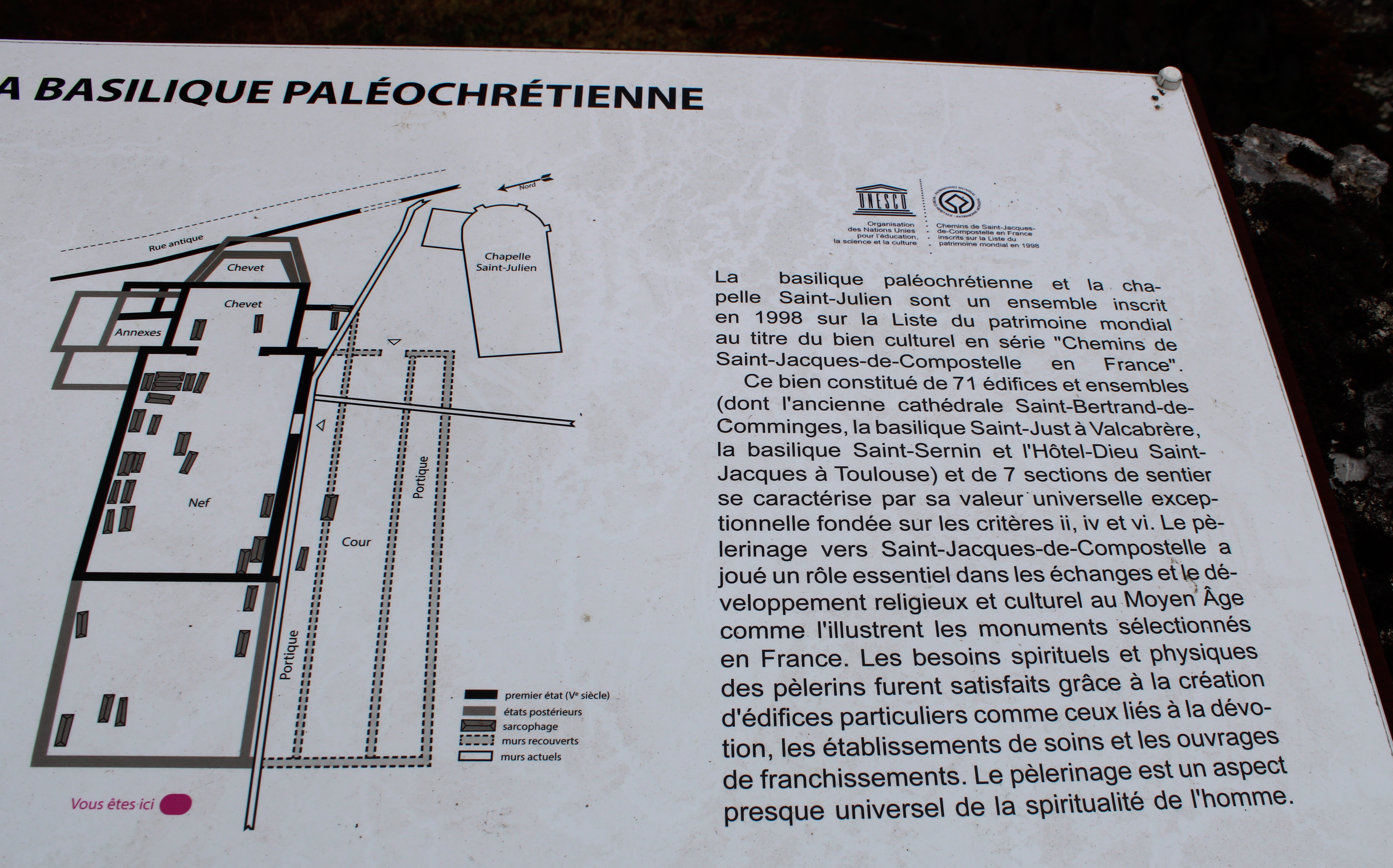
Plan du site.
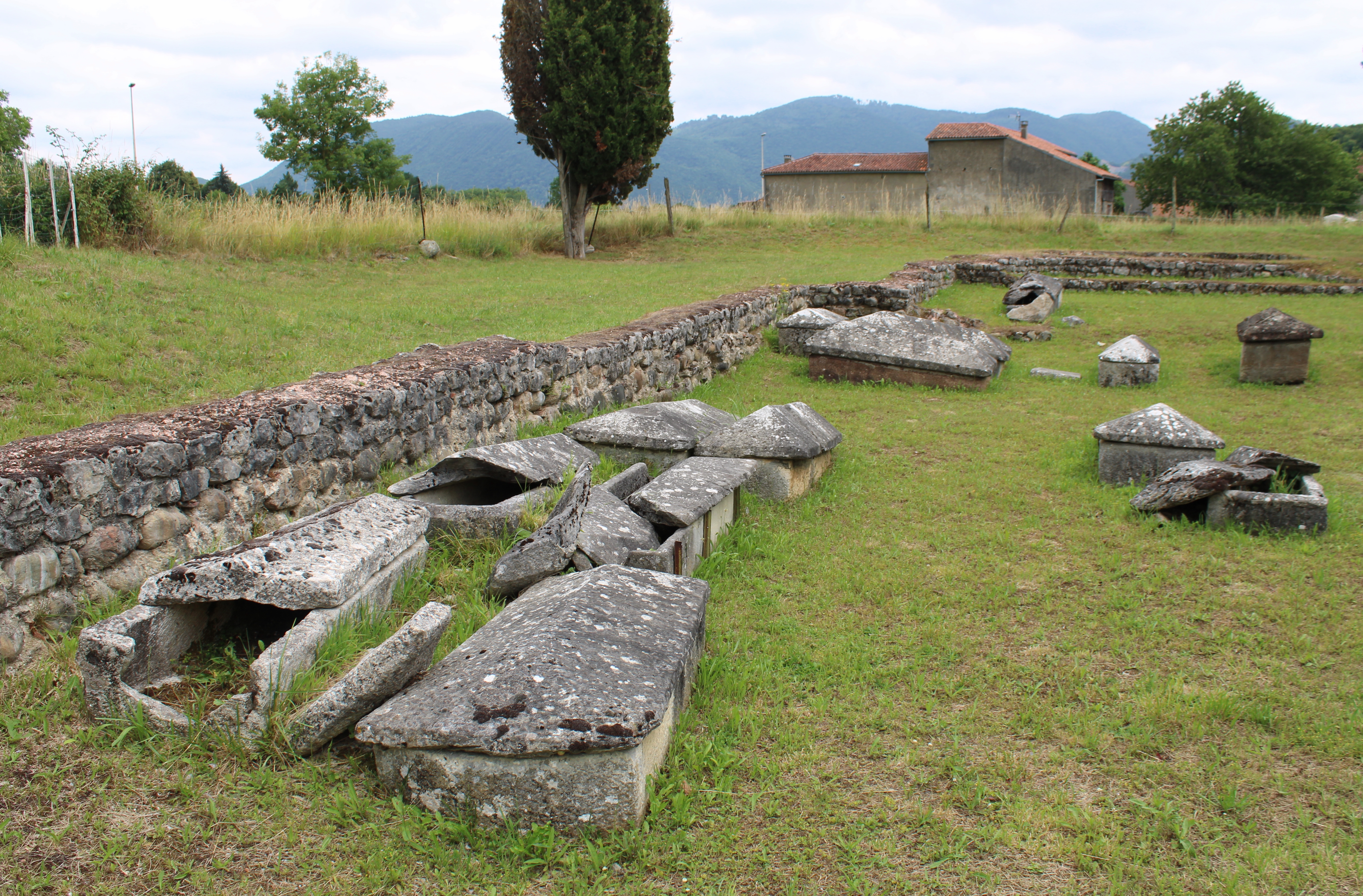
Le vieux cimetière.
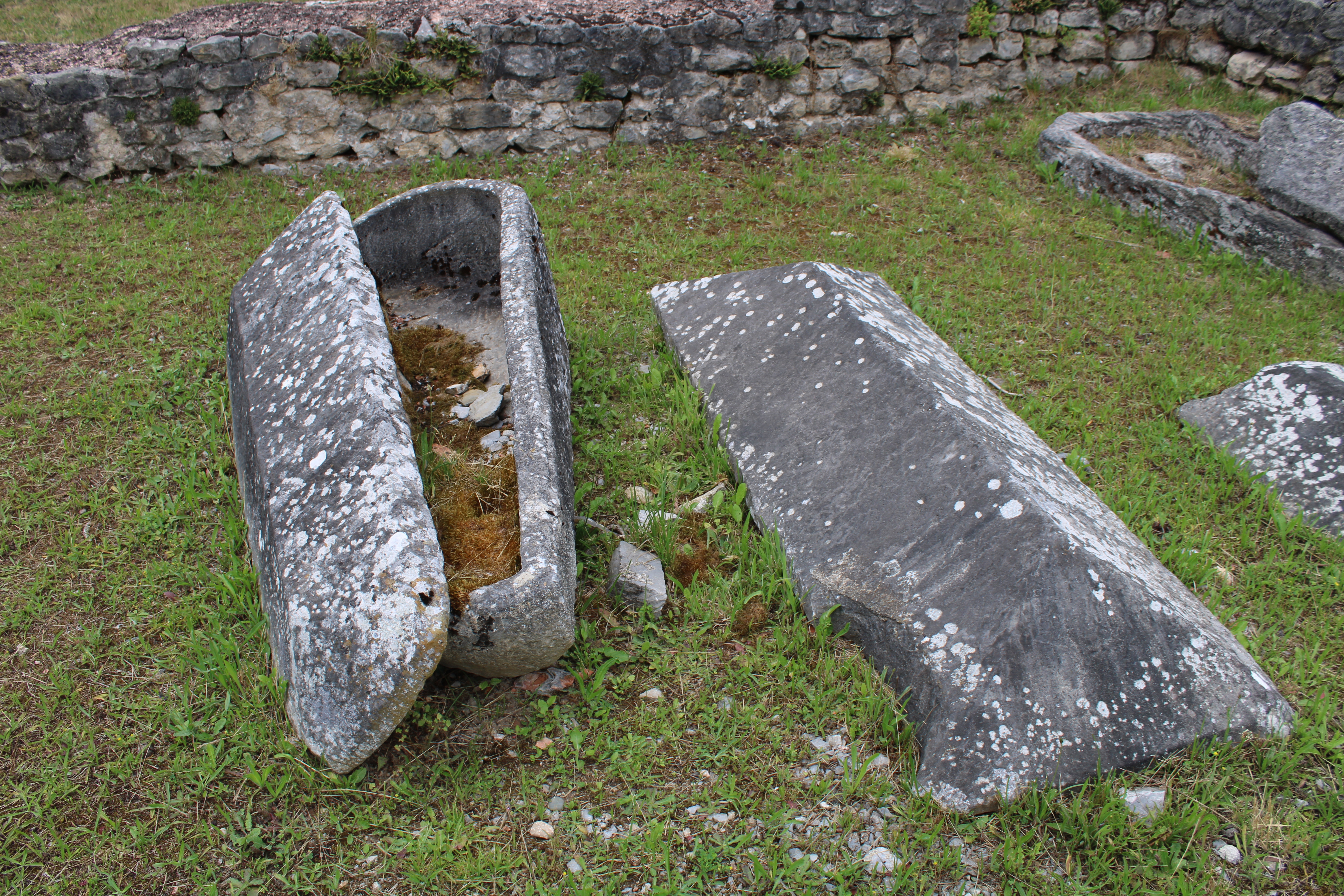
Sarcophages du vieux cimetière.